# Rinkeby, Danderyd

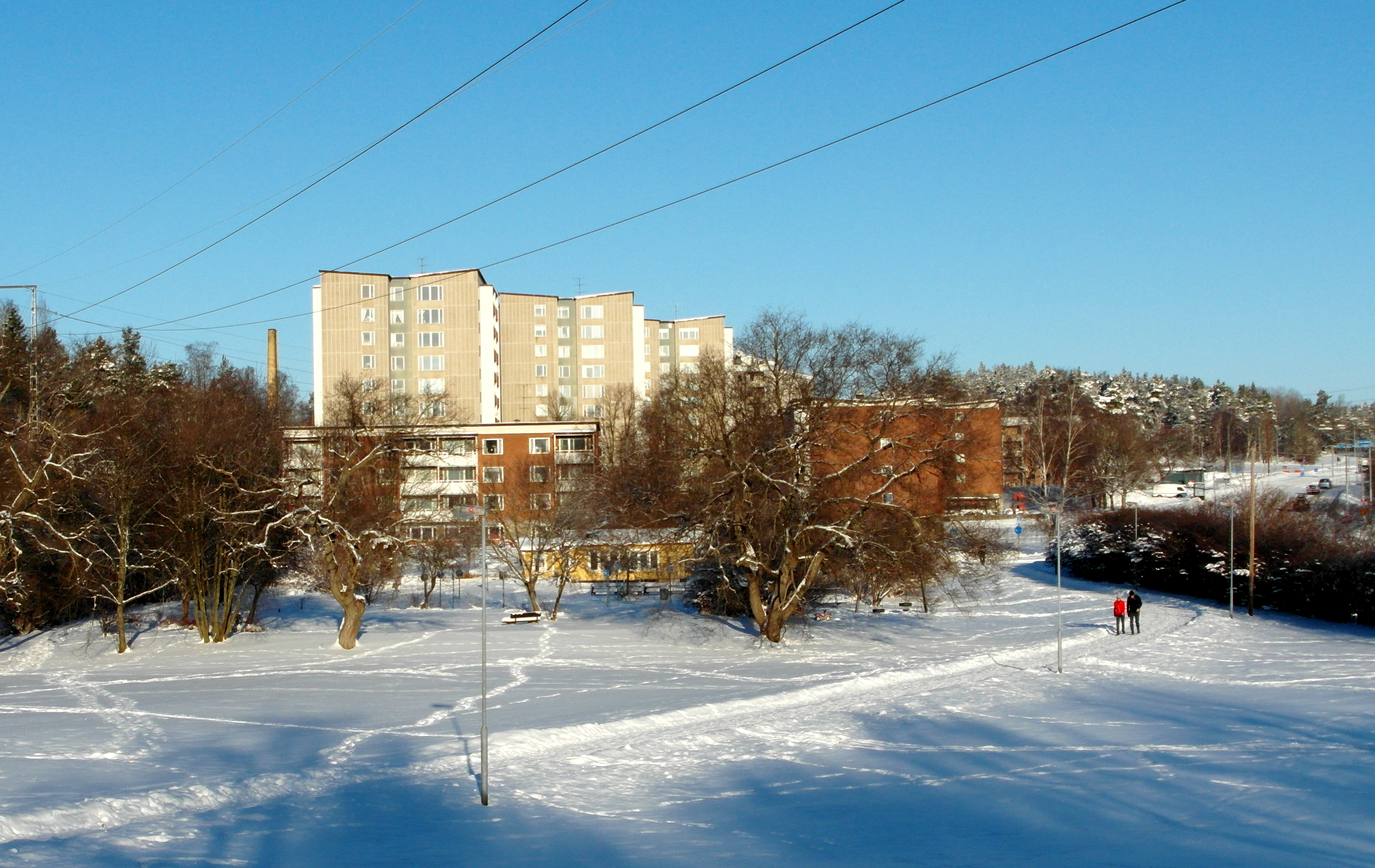
Bostadsområdet Rinkeby, Danderyd, vy från söder

Rinkeby är ett bostadsområde i Danderyd i Stockholms län. Området har fått sitt namn av en by med ursprungligen tre gårdar strax norr om Danderyds kyrka. Byn, som gränsade till Ekeby gård, ska ej förväxlas med det större området Rinkeby på Järvafältet i nordvästra Stockholm. 
Rinkeby Östergård är numera restaurang. Intill gården finns ett mindre industriområde, och flera bilfirmor.
Strax norr om bostadsområdet Rinkeby finns Rinkebyskogen.